# 牛奥小羽
牛奥 小羽（うしおく こはね、2004年8月17日 - ）は、日本の体操選手。2022年アジア競技大会と2021年ワールドユニバーシティゲームズの団体総合銀メダリスト。

## 経歴

### ジュニア時代
- 2004年8月17日 、愛知県小牧市出身。
- 名古屋経済大学市邨中学校・高等学校を経て日本体育大学2年在学中[1]。
- 保育園通園当時から鉄棒遊びが大好きだったことと、幼馴染が体操を始めていたことがきっかけで6歳よりレジックスポーツで体操を始める[2]。
- 名古屋経済大学市邨中学校在学時では3年生時の「第50回全国中学校体操競技選手権大会」女子跳馬にて、宮田笙子（亀岡市立亀岡中学校）に次いで2位に入賞している[3]。
- 2022年、名古屋経済大学市邨高等学校3年在学時に開催された「第76回全日本体操競技種目別選手権大会」女子跳馬で優勝し[2][4]、同年夏の「令和4年度全国高等学校総合体育大会」では女子種目別跳馬にて宮田笙子（福井県立鯖江高等学校）と同得点で優勝を分け合った[2][5]。

### 大学進学以後

#### 2023年
日本体育大学へ進学する直前に自身初となる国際大会としてコトブス国際に出場を果たしたが、決勝進出はならなかった。全日本選手権の個人総合では10位、NHK杯は9位となった。その後、全日本種目別選手権では、跳馬で3位、段違い平行棒で6位、ゆかで7位となった。
ワールドユニバーシティゲームズの団体総合で銀メダル獲得に貢献し、2022年アジア競技大会においても団体総合で銀メダルを獲得した。同大会の個人総合で決勝に進出するもウォーミングアップ中に脚を負傷し棄権した。

#### 2024年
全日本選手権の個人総合では14位だったが、跳馬では全体で2番目に高い得点をマークした。その後、NHK杯では9位だったが、跳馬の実力を認められ、宮田笙子、岸里奈、岡村真、中村遥香とともにオリンピック代表に内定した。
2024年パリオリンピックの体操競技の女子団体では予選を5位で通過し、決勝では合計得点159.463で8位となった。
11月の種目別選手権では跳馬で優勝。